# جام در جام اروپا ۸۵–۱۹۸۴
فصل ۸۵–۱۹۸۴، از مسابقات فوتبال جام برندگان جام اروپا، با برتری ۳ بر ۱ اورتون مقابل راپید وین، در فینال این رقابت‌ها و در ورزشگاه دکویپ به پایان رسید.

## دور اول
| تیم ۱                             | نتیجه‌نهایی                      | تیم ۲                        | بازی رفت | بازی برگشت |
| --------------------------------- | ------------------------------- | ---------------------------- | -------- | ---------- |
| باشگاه فوتبال بایرن مونیخ         | 6–2                             | Moss                         | 4–1      | 2–1        |
| باشگاه فوتبال بوتو پلوودیو        | 5–1                             | Union Luxembourg             | ۴–۰      | ۱–۱        |
| باشگاه فوتبال آ.اس. رم            | 1–0                             | Steaua București             | ۱–۰      | ۰–۰        |
| باشگاه فوتبال رکسهام              | 4–4 (قانون گل زده در خانه حریف) | باشگاه فوتبال پورتو          | 1–0      | 3–4        |
| Internacionál Slovnaft Bratislava | 2–1                             | باشگاه فوتبال کوسیسی         | 2–1      | 0–0        |
| UCD                               | 0–1                             | باشگاه فوتبال اورتون         | 0–0      | 0–1        |
| KB                                | 0–3                             | باشگاه فوتبال فورتونا سیتارد | 0–0      | 0–3        |
| باشگاه فوتبال ویسوا کراکوف        | 7–3                             | ÍBV                          | 4–2      | 3–1        |
| باشگاه فوتبال مالمو               | 3–4                             | باشگاه فوتبال دینامو درسدن   | 2–0      | 1–4        |
| باشگاه فوتبال متس                 | 6–5                             | باشگاه فوتبال بارسلونا       | 2–4      | 4–1        |
| باشگاه فوتبال راپید وین           | 5–2                             | باشگاه فوتبال بشیکتاش        | 4–1      | 1–1        |
| باشگاه فوتبال خنت                 | 1–3                             | باشگاه فوتبال سلتیک          | 1–0      | 0–3        |
| Siófoki Bányász                   | ۱–۳                             | باشگاه فوتبال لاریسا         | 1–1      | 0–2        |
| باشگاه فوتبال آپوئل               | ۱–۶                             | باشگاه فوتبال سروت ۱۸۹۰      | 0–3      | 1–3        |
| باشگاه فوتبال دینامو مسکو         | 6–2                             | باشگاه فوتبال هایدوک اسپلیت  | 1–0      | 5–21       |
| Ballymena United                  | 1–3                             | Ħamrun Spartans              | 0–1      | 1–2        |

## دور دوم
| تیم ۱                             | نتیجه‌نهایی | تیم ۲                      | بازی رفت | بازی برگشت |
| --------------------------------- | ---------- | -------------------------- | -------- | ---------- |
| باشگاه فوتبال بایرن مونیخ         | 4–3        | باشگاه فوتبال بوتو پلوودیو | ۴–۱      | ۰–۲        |
| باشگاه فوتبال آ.اس. رم            | 3–0        | باشگاه فوتبال رکسهام       | 2–0      | 1–0        |
| Internacionál Slovnaft Bratislava | 0–4        | باشگاه فوتبال اورتون       | 0–1      | 0–3        |
| باشگاه فوتبال فورتونا سیتارد      | 3–2        | باشگاه فوتبال ویسوا کراکوف | 2–0      | 1–2        |
| باشگاه فوتبال دینامو درسدن        | 3–1        | باشگاه فوتبال متس          | 3–1      | 0–0        |
| باشگاه فوتبال راپید وین           | 4–1        | باشگاه فوتبال سلتیک        | 3–1      | 1–01       |
| باشگاه فوتبال لاریسا              | 3–1        | باشگاه فوتبال سروت ۱۸۹۰    | 2–1      | 1–0        |
| باشگاه فوتبال دینامو مسکو         | 6–0        | Ħamrun Spartans            | 5–0      | 1–0        |

## یک‌چهارم نهایی
| تیم ۱                      | نتیجه‌نهایی | تیم ۲                        | بازی رفت | بازی برگشت |
| -------------------------- | ---------- | ---------------------------- | -------- | ---------- |
| باشگاه فوتبال بایرن مونیخ  | 4–1        | باشگاه فوتبال آ.اس. رم       | 2–0      | 2–1        |
| باشگاه فوتبال اورتون       | 5–0        | باشگاه فوتبال فورتونا سیتارد | 3–0      | 2–0        |
| باشگاه فوتبال دینامو درسدن | 3–5        | باشگاه فوتبال راپید وین      | 3–0      | 0–5        |
| باشگاه فوتبال لاریسا       | 0–1        | باشگاه فوتبال دینامو مسکو    | 0–0      | 0–1        |

## نیمه‌نهایی
| تیم ۱                     | نتیجه‌نهایی | تیم ۲                     | بازی رفت | بازی برگشت |
| ------------------------- | ---------- | ------------------------- | -------- | ---------- |
| باشگاه فوتبال بایرن مونیخ | 1–3        | باشگاه فوتبال اورتون      | 0–0      | 1–3        |
| باشگاه فوتبال راپید وین   | 4–2        | باشگاه فوتبال دینامو مسکو | 3–1      | 1–1        |

## فینال
| باشگاه فوتبال اورتون                                           | ۳–۱    | باشگاه فوتبال راپید وین |
| -------------------------------------------------------------- | ------ | ----------------------- |
| اندی گری (بازیکن فوتبال) ۵۷' · ترور استیون ۷۲' · کوین شیدی ۸۵' | Report | هانس کرانکل ۸۳'         |

## گلزنان برتر
| رتبه | بازیکن                   | تیم                          | گل |
| ---- | ------------------------ | ---------------------------- | -- |
| ۱    | والری گازائف             | باشگاه فوتبال دینامو مسکو    | ۵  |
| ۱    | اندی گری (بازیکن فوتبال) | باشگاه فوتبال اورتون         | ۵  |
| ۱    | آنتونین پاننکا           | باشگاه فوتبال راپید وین      | ۵  |
| ۴    | هانس کرانکل              | باشگاه فوتبال راپید وین      | ۴  |
| ۴    | Tony Kurbos              | باشگاه فوتبال متس            | ۴  |
| ۴    | پیتر پاکولت              | باشگاه فوتبال راپید وین      | ۴  |
| ۴    | گریم شارپ                | باشگاه فوتبال اورتون         | ۴  |
| ۴    | رولاند فولفارث           | باشگاه فوتبال بایرن مونیخ    | ۴  |
| ۹    | Marek Banaszkiewicz      | باشگاه فوتبال ویسوا کراکوف   | ۳  |
| ۹    | Arthur Hoyer             | باشگاه فوتبال فورتونا سیتارد | ۳  |
| ۹    | آندژی ایوان              | باشگاه فوتبال ویسوا کراکوف   | ۳  |
| ۹    | Leo Lainer               | باشگاه فوتبال راپید وین      | ۳  |
| ۹    | Raymond Xuereb           | Ħamrun Spartans              | ۳  |